# Fortuna liga 2020/21 (Tsjechië)
De Fortuna liga 2020/21 was het 28e seizoen van het Tsjechisch nationaal voetbalkampioenschap. Het ging van start op 21 augustus 2020 en eindigde op 29 mei 2021. Omdat het voorgaande seizoen niet volledig was uitgespeeld waren geen clubs gedegradeerd, maar wel twee clubs gepromoveerd. Het seizoen 2021/22 is daarom afgewerkt met 18 in plaats van 16 teams. Aan het eind van het seizoen zijn geen play-offs gespeeld en zijn drie in plaats van twee teams gedegradeerd.

## Clubs
18 clubs speelden het seizoen 2020/21 in de Fortuna liga. Uit Praag komen maar liefst drie clubs. De regio's Hradec Králové, Karlsbad en Vysočina leverden dit seizoen geen clubs op het hoogste niveau.
| Club                       | Stad               | Stadion                                     | Afbeelding | Opening | Capaciteit |
| -------------------------- | ------------------ | ------------------------------------------- | ---------- | ------- | ---------- |
| FC Baník Ostrava           | Ostrava            | Městský stadion v Ostravě-Vítkovicích       |            | 1938    | 15.123     |
| Bohemians 1905 Praag       | Vršovice, Praag    | Ďolíček                                     |            | 1932    | 5000       |
| SK Dynamo České Budějovice | České Budějovice   | Fotbalový stadion Střelecký ostrov          |            | 1940    | 6681       |
| FC Fastav Zlín             | Zlín               | Stadion Letná                               |            | 1926    | 5898       |
| FK Jablonec                | Jablonec nad Nisou | Stadion Střelnice                           |            | 1955    | 6108       |
| MFK Karviná                | Karviná            | Městský stadion Karviná                     |            | 2016    | 4833       |
| FK Mladá Boleslav          | Mladá Boleslav     | Městský stadion Mladá Boleslav              |            | 2005    | 5000       |
| SFC Opava                  | Opava              | Městský stadion Opava                       |            | 1973    | 7758       |
| 1. FK Příbram              | Příbram            | Na Litavce                                  |            | 1955    | 9100       |
| SK Sigma Olomouc           | Olomouc            | Andrův stadion                              |            | 1940    | 12.541     |
| FK Pardubice1              | Vršovice, Praag    | Ďolíček                                     |            | 1932    | 5000       |
| SK Slavia Praag            | Vršovice, Praag    | Sinobo Stadium                              |            | 2008    | 20.232     |
| 1. FC Slovácko             | Uherské Hradiště   | Městský fotbalový stadion Miroslava Valenty |            | 2003    | 8000       |
| FC Slovan Liberec          | Liberec            | Stadion u Nisy                              |            | 1934    | 9900       |
| AC Sparta Praag            | Bubeneč, Praag     | Generali Arena                              |            | 1917    | 18.887     |
| FK Teplice                 | Teplice            | Stadion Na Stínadlech                       |            | 1973    | 18.221     |
| FC Viktoria Pilsen         | Pilsen             | Stadion města Plzně                         |            | 1955    | 11.700     |
| FC Zbrojovka Brno          | Brno               | Městský fotbalový stadion Srbská            |            | 1949    | 10.785     |

1 Omdat het eigen stadion, Stadion Pod Vinicí van FK Pardubice niet aan de eisen voldeed speelde de club haar thuiswedstrijden in Praag op het Ďolíček van Bohemians 1905 Praag.

## Eindstand
|     | Club                       | WG | W  | G  | V  | DV | DT | P  |                                                        |
| --- | -------------------------- | -- | -- | -- | -- | -- | -- | -- | ------------------------------------------------------ |
| 1.  | SK Slavia Praag1, 2        | 34 | 26 | 8  | 0  | 85 | 20 | 86 | Tweede voorronde UEFA Champions League 2021/22         |
| 2.  | AC Sparta Praag            | 34 | 23 | 5  | 6  | 82 | 43 | 74 | Tweede voorronde UEFA Champions League 2021/22         |
| 3.  | FK Jablonec3               | 34 | 21 | 6  | 7  | 59 | 33 | 69 | Derde voorronde UEFA Europa League 2021/22             |
| 4.  | 1. FC Slovácko             | 34 | 19 | 6  | 9  | 58 | 33 | 63 | Tweede voorronde UEFA Europa Conference League 2021/22 |
| 5.  | FC Viktoria Pilsen         | 34 | 17 | 7  | 10 | 60 | 45 | 58 | Tweede voorronde UEFA Europa Conference League 2021/22 |
| 6.  | FC Slovan Liberec          | 34 | 14 | 10 | 10 | 44 | 32 | 52 |                                                        |
| 7.  | FK Pardubice4              | 34 | 15 | 7  | 12 | 41 | 42 | 52 |                                                        |
| 8.  | FC Baník Ostrava           | 34 | 13 | 10 | 11 | 48 | 38 | 49 |                                                        |
| 9.  | SK Sigma Olomouc           | 34 | 11 | 12 | 11 | 40 | 40 | 45 |                                                        |
| 10. | Bohemians Praag 1905       | 34 | 10 | 13 | 11 | 40 | 37 | 43 |                                                        |
| 11. | FK Mladá Boleslav          | 34 | 10 | 9  | 15 | 49 | 54 | 39 |                                                        |
| 12. | MFK Karviná                | 34 | 9  | 12 | 13 | 37 | 49 | 39 |                                                        |
| 13. | SK Dynamo České Budějovice | 34 | 9  | 11 | 14 | 33 | 47 | 38 |                                                        |
| 14. | FC Fastav Zlín             | 34 | 8  | 8  | 18 | 30 | 50 | 32 |                                                        |
| 15. | FK Teplice                 | 34 | 7  | 9  | 18 | 34 | 66 | 30 |                                                        |
| 16. | FC Zbrojovka Brno4         | 34 | 5  | 11 | 18 | 33 | 57 | 26 | Degradatie naar de Fortuna národní liga                |
| 17. | 1. FK Příbram              | 34 | 5  | 10 | 19 | 26 | 65 | 25 | Degradatie naar de Fortuna národní liga                |
| 18. | SFC Opava                  | 34 | 3  | 8  | 23 | 23 | 71 | 17 | Degradatie naar de Fortuna národní liga                |

1 SK Slavia Praag was in dit seizoen de titelverdediger. 

2 SK Slavia Praag was dit seizoen de winnaar van de Tsjechische beker. 

3 FK Jablonec kwalificeerde zich voor de Derde voorronde van de UEFA Europa League, omdat bekerwinnaar SK Slavia Praag zich via de competitie al had gekwalificeerd voor de Tweede voorronde van de UEFA Champions League. 

4 FK Pardubice en FC Zbrojovka Brno waren dit seizoen nieuwkomers, zij speelden in het voorgaande seizoen niet op het hoogste niveau van het Tsjechische voetbal. 

## Statistieken

### Topscorers
15 doelpunten
- Adam Hložek (AC Sparta Praag)
- Jan Kuchta (SK Slavia Praag)

14 doelpunten
- Martin Doležal (FK Jablonec)

13 doelpunten
- Ivan Schranz (FK Jablonec)

12 doelpunten
- Jean-David Beauguel (FC Viktoria Pilsen)
- Lukáš Juliš (AC Sparta Praag)
- Nicolae Stanciu (SK Slavia Praag)

11 doelpunten
- Dyjan Carlos De Azevedo (FC Baník Ostrava)
- Abdallah Sima (SK Slavia Praag)

10 doelpunten
- David Moberg Karlsson (AC Sparta Praag)
- Jan Kliment (1. FC Slovácko)
- Michal Škoda (FK Mladá Boleslav)

### Assists
10 assists
- Bořek Dočkal (AC Sparta Praag)

9 assists
- Lukáš Sadílek (1. FC Slovácko)

8 assists
- Lukáš Provod (FC Slovan Liberec)

7 assists
- Adam Hložek (AC Sparta Praag)
- Pavel Moulis (FK Teplice)

6 assists
- Adriel Ba Loua (FC Viktoria Pilsen)
- Pavel Bucha (FC Viktoria Pilsen)
- Lamin Jawo (FC Fastav Zlín)
- Tomáš Ladra (FK Mladá Boleslav – 3 / FK Jablonec – 3)
- Jakub Pešek (FC Slovan Liberec)
- Michal Sáček (AC Sparta Praag)
- Nicolae Stanciu (SK Slavia Praag)
- Antonín Vaníček (Bohemians 1905 Praag)[2]

1993/94 · 1994/95 · 1995/96 · 1996/97 · 1997/98 · 1998/99 · 1999/00 · 2000/01 · 2001/02 · 2002/03 · 2003/04 · 2004/05 · 2005/06 · 2006/07 · 2007/08 · 2008/09 · 2009/10 · 2010/11 · 2011/12 · 2012/13 · 2013/14 · 2014/15 · 2015/16 · 2016/17 · 2017/18 · 2018/19 · 2019/20 · 2020/21 · 2021/22 · 2022/23 · 2023/24
Nationale competities:
Albanië · Andorra · Armenië · België · Bosnië en Herzegovina · Bulgarije · Cyprus · Denemarken · Duitsland · Engeland · Estland ('20 '21) · Faeröer ('20 '21) · Finland ('20 '21) · Frankrijk · Gibraltar · Griekenland · Hongarije · IJsland ('20 '21) · Ierland ('20 '21) · Israël · Italië · Kazachstan ('20 '21) · Kroatië · Letland ('20 '21) · Litouwen ('20 '21) · Luxemburg · Malta · Moldavië ('20 '21) · Montenegro · Nederland · Noord-Ierland · Noord-Macedonië · Noorwegen ('20 '21) · Oekraïne · Oostenrijk · Polen · Portugal · Roemenië · Rusland · San Marino · Schotland · Servië · Slovenië · Slowakije · Spanje · Tsjechië · Turkije · Wales · Zweden ('20 '21) · Zwitserland
Europese competities: Super Cup 2020 · Champions League · Europa League